# Sacerdote lector
| V28 | T28 | D58 |

| V28 | T28 | D58 |

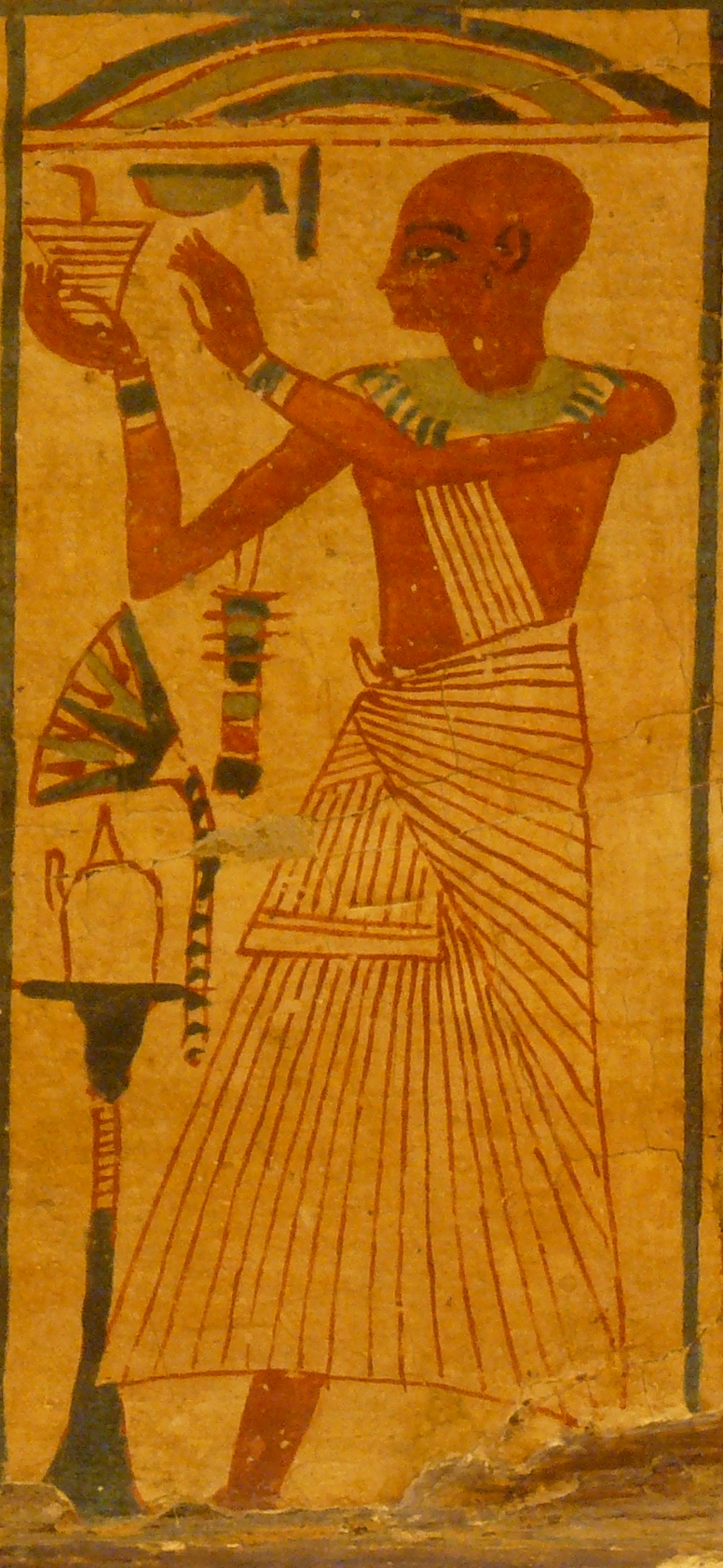
Sacerdote lector o jery-hebet con su característica banda cruzada sobre el pecho.

Un sacerdote lector (jery-hebet o jer-heb) fue un sacerdote en el Antiguo Egipto cuya mayor especialización era la lectura y recitación de textos religiosos, hechizos e himnos sagrados durante los rituales del templo y ceremonias oficiales. 
Estos sacerdotes también prestaban sus servicios a no religiosos, ordenando las ceremonias y recitando textos específicos durante rituales apotropaicos privados o en funerales.
Eran sacerdotes ritualistas que guardaban los rollos de papiro, que trabajaban en las casas de la Vida adosadas a los templos, donde se elaboraban conocimientos contemporáneos en todas sus formas, conocimientos que podían ser utilizados tanto fuera como dentro del recinto sagrado.
Por su función, eran de los más prominentes practicantes de "magia" (heka o heku) en el Antiguo Egipto. En la literatura del Antiguo Egipto, los sacerdotes lectores son considerados frecuentemente, como los guardianes del conocimiento secreto de las fórmulas y poseedores de asombrosos poderes mágicos.
El sacerdote lector de más alto rango en un templo, el sacerdote lector jefe (ḥry tp), dirigía a los demás y administraba los archivos de los textos rituales del templo.

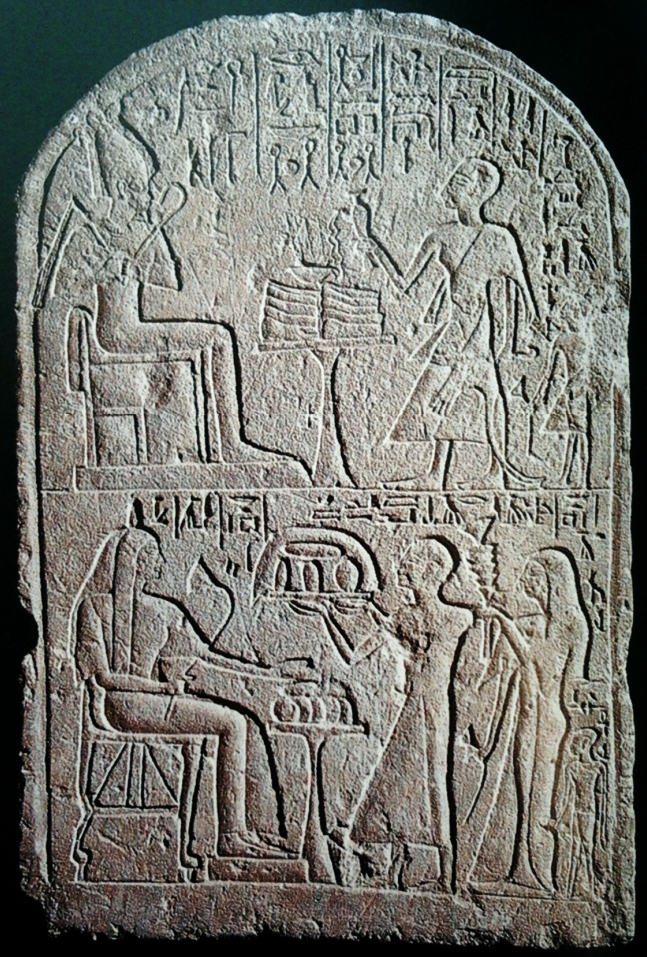
Estela del sacerdote lector Pia y su esposa Jia, Saqqara, dinastía XIX.

El término "sacerdote lector" suele utilizarse para traducir el título egipcio, ẖry-ḥb.t, que literalmente significa "el que porta el libro del ritual". El término para un sacerdote lector jefe, ẖry-ḥb.t ḥry-tp, estaba tan estrechamente asociado con la magia que, en egipcio tardío, su forma abreviada hry-tp se convirtió en un término general para "mago".
Los sacerdotes lectores llevaban una banda en el pecho que indicaba su cargo.